# A.K.-S.W.I.F.T.
A.K.-S.W.I.F.T., auch AK Swift oder A.K. Swift, ist das Pseudonym des amerikanischen Rappers Burnell Keith Herring Jr. (* 15. Juli 1969 in Chicago).

## Biografie
Herring Juniors Vater Keith Herring Sr. arbeitete beim Militär, was viele Reisen zur Folge hatte. Die erste Hälfte seiner Kindheit verbrachte Herring Jr. vor allem mit seiner Mutter Cornelia in Arkansas. Im Alter von 13 Jahren zog er mit seiner Familie nach Frankfurt am Main, wo er mit 15 Jahren zu tanzen begann. Außerdem lernte er Bratsche, Violine, Cello und Kontrabass, war Mitglied im Schulorchester und nahm an einigen Wettbewerben teil.
Zunächst gab sich Herring Jr., der inzwischen mit der Hip-Hop-Kultur vertraut war, das Pseudonym „BK“. Weil er daraufhin oft „Burger King“ oder „British Knights“ genannt wurde, änderte er den ersten Buchstaben, aus „B“ wurde „A“, und ergänzte „Swift“, weil es gut klang. Den neu entstandenen Namen AK Swift deutet er auch als „Asiatic Knowledge Swinging with Incredible Force Totally“.
1983 wurde Herring Jr. Mitglied der Frankfurter Breakdance-Crew Floor Masters, begann als DJ zu arbeiten und perfektionierte seinen Rap und seine Fähigkeiten als Songwriter. Später kehrte er in die USA zurück und trat in die Army ein, blieb dort jedoch nicht lange, weil er den Rassismus einiger Offiziere nicht ertrug und die militärische Disziplin absurd fand. Ab 1990 arbeitete er wieder als DJ und Breakdancer. Als seine zwischenzeitlich geschlossene Ehe geschieden wurde und sein daraus stammender Sohn Anthony Joshua bei seiner Mutter in Deutschland lebte, verlor er auch noch seinen Job und wurde obdachlos.
Nach einer längeren Durststrecke erholte sich Herring Jr. wieder und veröffentlichte seine erste Single, Underground Prophet, als Gastsänger für das Projekt True Minds, das aus den Produzenten Oliver Lieb und Marcus Ghoreischian bestand. 1993 arbeitete er als Rapper und Co-Produzent für das Hip-Hop-Duo Cella Dwellas und sang Evolution of a Mind Flow für Jazz Con Bazz.
Nachdem der Produzent Mike Staab auf ihn aufmerksam wurde, war AK Swift von 1994 bis Februar 1996 Rapper bei dessen Dance-Projekt Magic Affair. Seine Partnerin war die Sängerin Franca Morgano, die der 183 cm große Herring Jr. zwar als winzig bezeichnete, aber von deren kraftvoller Stimme er sehr beeindruckt war. Nach Streitigkeiten verließ Swift das Projekt, kehrte aber wieder zurück, als sich sein Nachfolger als unpassend erwies.
Als er 1996 endgültig bei Magic Affair entlassen wurde, veröffentlichte er die Single Shake That Ass mit C-Block. Anschließend sang er mit Franca Morgano eine neue Version des Chic-Klassikers Good Times ein, unterschrieb einen Vertrag bei Booya Records und rappte auf Toni Cotturas Single Party Boom.
AK Swifts erste eigene Single Light in Me erschien 1997 und stieg in die Top 20 der deutschen Charts. In the Game, das auf dem Soundtrack zu 14 Tage lebenslänglich enthalten ist, schaffte es wenig später immerhin noch in die Top 40.
Neben der Musik engagierte sich AK Swift auch für den guten Zweck, so nahm er zum Beispiel gemeinsam mit Künstlern wie Backstreet Boys, ’N Sync, DJ Bobo, Masterboy und Nana an einem Basketball-Turnier teil, dessen Einnahmen der Kinder-Krebsforschung zugutekamen. Nach Differenzen trennte sich Swift noch 1997 von Booya-Music und produzierte einen Breakbeat-Track für die Weltrekordfeier des Inline-Skaters Dirk Auer, der Pick Up the Speed heißt und unter dem Namen Inline featuring Rapper Mad Flava erschien.
1998 kam es zur Zusammenarbeit mit Rico Sparx, Alley Cat und Greg MCcoy. Zu dem daraus entstandenen Projekt, dessen Resultat die Single The Professional war, gehörten außerdem die Sänger Will Williams, Leidra Jones und Kosta Wilson. Das gemeinsame Lied So in Love with You wurde nie veröffentlicht. Mit Cloud 9 spielte AK Swift den Titel You Spin Me Round ein. Daraufhin kehrte er 1999 zu Booya-Music zurück und nahm mit Mazaya feat. Craig Smart die Single It’s On auf, die Platz 75 der deutschen Charts erreichte. Mitte Mai 2000 erschien der Nachfolger Do U Wanna Die.
2001 kam es zu einem neuen Vertragsabschluss bei der IN-motion AG. Es erschien die Single You Know the Names mit den s.Oliver BBL Allstars, die die offizielle Hymne der Basketball-Bundesliga wurde. Swifts erstes Album war zwar für Herbst 2001 geplant, erschien aber nicht. Zu einem Comeback kam es 2003, als Here We Come, ein Lied für das American-Football-Team Frankfurt Galaxy, veröffentlicht wurde. Als Studiosänger arbeitete er u. a. für Simon Collins.
Im Jahr 2004 gründete AK Swift sein eigenes Label names Hoodkatz und arbeitete mit Danny Sullivan und Martin Prodwhiz zusammen. Das Ergebnis der Zusammenarbeit war die Single Pussycat, die im Sommer des Jahres veröffentlicht wurde. Auch ein Soloalbum, das den Titel 13 tragen sollte, war in Planung, erschien aber nicht.
Bis heute ist AK Swift vielseitig beschäftigt. Er produziert u. a. andere Künstler und arbeitet als DJ und Schauspieler. 2007 erschienen die Singles I Growl (Step Back) (feat. Iz) und I Wanna Pussycat (feat. My Linh). 2008 kam es zur Wiederbelebung des Projekts Magic Affair – es erschien ein Remix von Omen III. 2009 traten AK Swift und Franca Morgano in der RTL-Sendung Die ultimative Chartshow auf. Während der Arbeit für ein neues Magic-Affair-Album entstanden auch Aufnahmen für ein AK-Swift-Album names Chronicles of a Ghetto Ninja.
Gemeinsam mit dem russischen Rapper Struggle da Preacher und seinem kalifornischen Kollegen Young Noble entstand 2014 die Single 365 Grind.

## Diskografie

### Singles
| Jahr | Titel Album   | Höchstplatzierung, Gesamtwochen, AuszeichnungChartplatzierungen (Jahr, Titel, Album, Platzierungen, Wochen, Auszeichnungen, Anmerkungen) | Höchstplatzierung, Gesamtwochen, AuszeichnungChartplatzierungen (Jahr, Titel, Album, Platzierungen, Wochen, Auszeichnungen, Anmerkungen) | Anmerkungen |
| Jahr | Titel Album   | DE | AT | Anmerkungen |
| ---- | ------------- | --- | --- | ----------- |
| 1997 | Light in Me – | DE19 (14 Wo.)DE | AT30 (9 Wo.)AT |             |
| 1997 | In the Game – | DE33 (9 Wo.)DE | — |             |
| 1999 | It’s On –     | DE75 (3 Wo.)DE | — | mit Mazaya  |

Weitere Singles
- 1998: The Professional
- 2000: Do U Wanna Die?
- 2001: Whassup!! (als AK the Panther)
- 2001: You Know the Names (vs. S. Oliver BBL Allstars)
- 2003: Here We Come (feat. Frankfurt Galaxy)
- 2004: Pussycat
- 2014: 365 Grind (mit Struggle da Preacher und Young Noble)
- 2015: Still … (mit Struggle da Preacher und Young Noble)
- 2018: Let The Rhythm Take Control (J.O.Y.C.E. feat. A.K.-S.W.I.F.T.)

### Gastbeiträge
- 1991: True Minds – Underground Prophet
- 1993: Cella Dwellas – Rugged Discipline
- 1993: Cella Dwellas – Hip-Hop Hurra Rap gegen Rechts
- 1993: Jazz Con Bazz – Evolution of a Mindflow
- 1994: MBO – For Your Love
- 1996: Blaxone – Good Times
- 1996: C-Block – Shake That Ass
- 1997: Toni Cottura – Party Boom
- 1998: Playstations – Bust-a-Groove
- 1999: Cloud 9 – You Spin Me Round
- 2005: Simon Collins – One Nation
- 2005: Simon Collins – Sunburn
- 2010: Psycomatic – My Pozition
- 2020: Psycomatic – T-Akon Ova